# Waterdonken

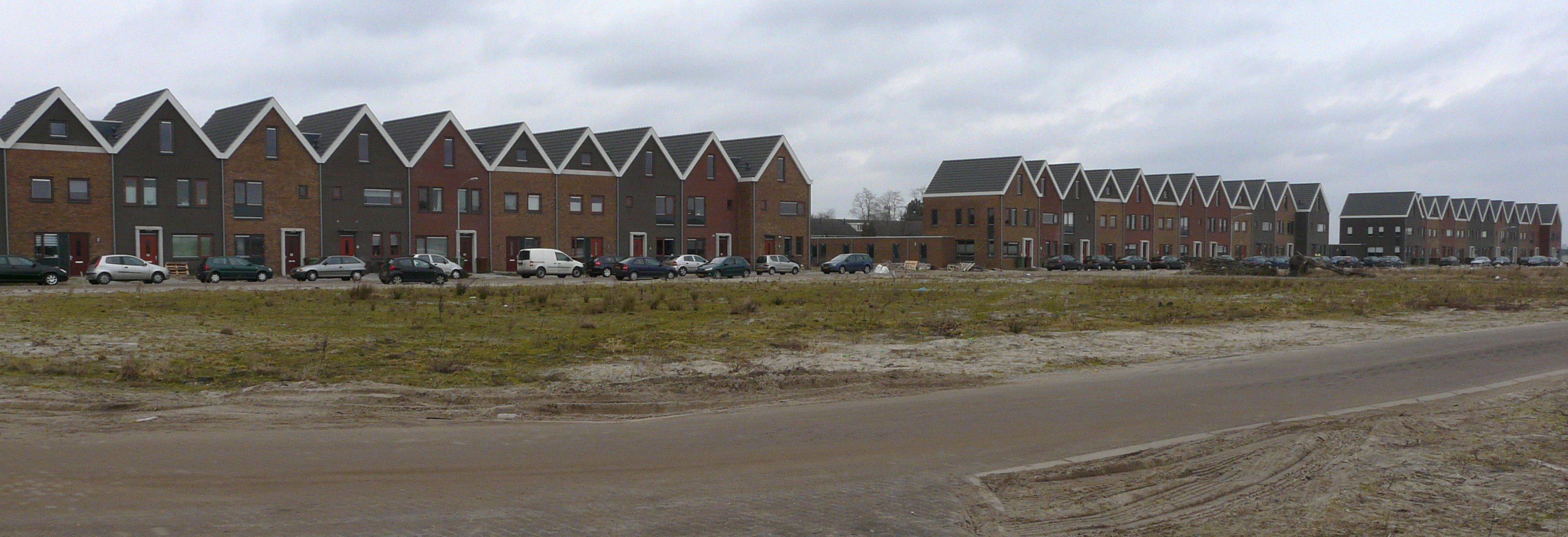
Waterdonken in aanbouw

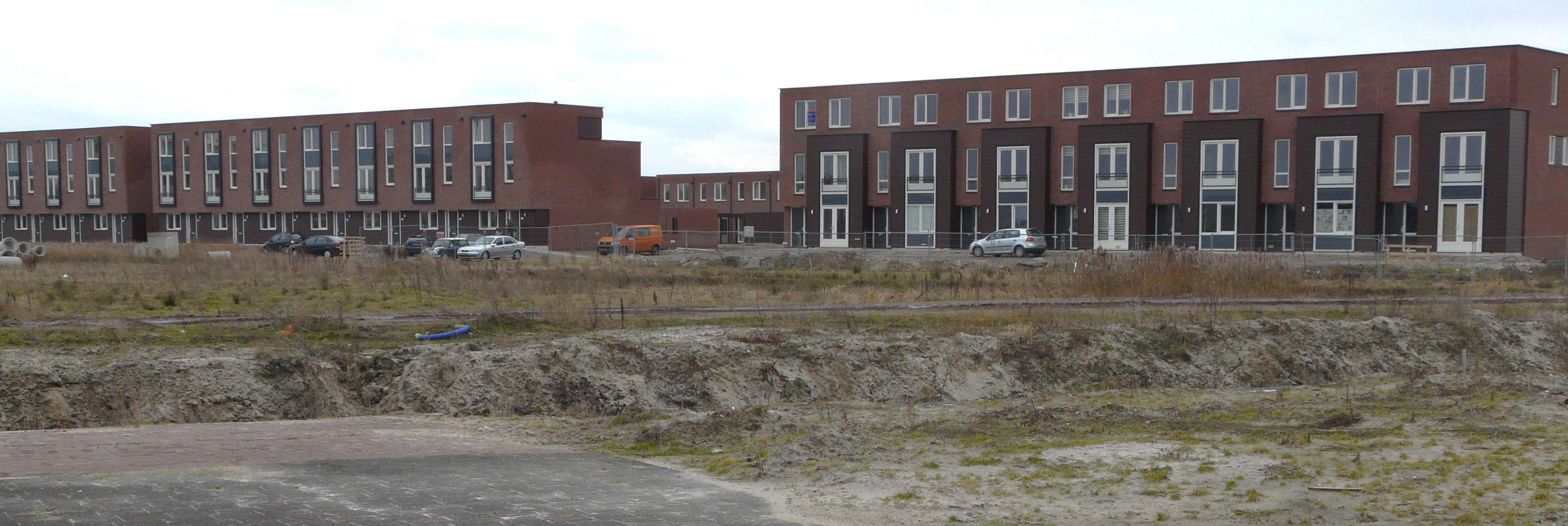
Waterdonken in aanbouw

Waterdonken is een wijk in het noorden van Breda. Waterdonken wordt gerealiseerd vanaf 2008 en is gelegen tussen de wijk de Hoge Vucht en aan de nieuwe waterrand bij de Lage Vuchtpolder en Teteringen.
In totaal worden er ongeveer 600 woningen gerealiseerd met een grote differentiatie in woningtypes en vormen. De meeste woningen zijn eengezinswoningen en appartementen in een groene, waterrijke omgeving.
Bewoners kunnen in eerste instantie gebruikmaken van de voorzieningen in de Hoge Vucht. In de omgeving is de Vrachelse Heide.